# Yeonje-gu
Yeonje-gu (koreanska: 연제구) är ett stadsdistrikt i Sydkorea. Det ligger i staden Busan, i den sydöstra delen av landet, 300 km sydost om huvudstaden Seoul. Antalet invånare är 209 873 (2020).
Yeonje-gu är indelat i två stadsdelar, Geoje-dong och Yeonsan-dong. Dessa är i sin tur uppdelade i totalt 12 administrativa stadsdelar.
I Yeonje-gu finns stadshuset för staden Busan och sportarenan Busan Asiad Main Stadium. 